# یوشیهیکو هوسودا
یوشیهیکو هوسودا (انگلیسی: Yoshihiko Hosoda؛ زادهٔ ۴ مارس ۱۹۸۸) یک هنرپیشه، و مدل (شخص) اهل ژاپن است.